# 印第安福爾斯 (加利福尼亞州)
印第安福爾斯（英語：Indian Falls）是位於美國加利福尼亞州普盧默斯縣的一個人口普查指定地區。

## 地理
印第安福爾斯的座標為40°03′03″N 120°58′48″W / 40.05083°N 120.98000°W，而該地最高點為海拔高度993米（即3258英尺）。

## 人口
根據2010年美國人口普查的數據，印第安福爾斯的面積為4.770平方千米，當中陸地面積為4.770平方千米，而水域面積為0.000平方千米。當地共有人口54人，而人口密度為每平方千米11人。